# Paraboea glabriflora
Paraboea glabriflora är en tvåhjärtbladig växtart som först beskrevs av Euphemia Cowan Barnett, och fick sitt nu gällande namn av Brian Laurence Burtt. Paraboea glabriflora ingår i släktet Paraboea och familjen Gesneriaceae. Inga underarter finns listade i Catalogue of Life.